# روبرت كريستو
روبرت كريستو (بالإنجليزية: Robert Kristo)‏ هو لاعب كرة قدم كرواتي وأمريكي في مركز الهجوم، ولد في 14 مايو 1993 في تراونيك في البوسنة والهرسك. لعب مع نادي أوسنابروك ونادي سبيزيا ونادي شمال كارولاينا.

## وصلات خارجية
- روبرت كريستو على موقع قاعدة بيانات كرة القدم.إي يو (الإنجليزية)
- روبرت كريستو على موقع Soccerway.com (الإنجليزية)
- روبرت كريستو على موقع عالم كرة القدم.نت (الإنجليزية)